# Häxsabbat (film)
Häxsabbat (ungerska: Boszorkányszombat) är en ungersk fantasyfilm från 1983 i regi av János Rózsa efter ett manus av István Kardos.

## Handling
Snövits styvmor bjuder in flera rollfigurer från bröderna Grimms sagor till en försoningsfest. Men festen är en fälla för att styvmodern vill ta de inbjudna som gisslan och tvinga bröderna Grimm att skriva om sagorna så att de ondas hamnar i bättre dager.

## Rollista
| Roll                         | Skådespelare     | Svensk röst        |
| ---------------------------- | ---------------- | ------------------ |
| den elaka styvmodern         | Dorottya Udvaros | Anita Wall         |
| den gamle mannen             | Antal Páger      | Bert-Åke Varg      |
| sonsonen                     | Imre Kamondy     | Staffan Hallerstam |
| tennsoldaten                 |                  | Staffan Hallerstam |
| Törnrosa/den falska Törnrosa | Enikö Eszenyi    | Lis Nilheim        |
| Jacob Grimm                  | Róbert Koltai    | Jan Blomberg       |
| Wilhelm Grimm                | Zoltán Papp      | Frej Lindqvist     |
| Snövit                       | Ilona Ivancsics  | Gunilla Norling    |
| mormor                       |                  | Gunilla Norling    |
| den listiga häxan            |                  | Gunilla Norling    |
| prinsen/den falska prinsen   | Tamás Puskás     | Gunnar Ernblad     |